# Eupatorus
Eupatorus (лат.) — род крупных жуков из подсемейства Dynastinae в семействе пластинчатоусые.

## Описание
Длина тела от 42 до 98 мм. Наличник широкий. Верхние челюсти на конце заострённые. Рог на голове самцов длинный и острый. На переднеспинке находятся два или четыре рога. У самок на лбу имеются один или два бугорка. У самцов вершины тазиков задних ног с двумя широкими зубцами.

## Ареал
Представители рода встречаются в Индии, Непале, Бутане, Таиланде, Вьетнаме Китае, Лаосе, Камбодже, Малайзии, Филиппинах, Индонезии, Новой Гвинее.

## Виды и подвиды
- Eupatorus gracillicornis (Arrow, 1908)
  - Eupatorus gracillicornis edai (Hirasawa, 1991)
  - Eupatorus gracillicornis kimioi (Hirasawa, 1992)
  - Eupatorus gracillicornis davidgohi (Yamaya, 2013)
  - Eupatorus gracillicornis prandii (Moskalenko, 2017)
- Eupatorus hardwickei (Hope, 1831)
  - Eupatorus hardwickei var. cantori (Hope, 1842)
  - Eupatorus hardwickei var. niger (Arrow, 1910)
- Eupatorus birmanicus (Arrow, 1908)
- Eupatorus siamensis (Castelnau, 1867)
  - Eupatorus siamensis siamensis (Castelnau, 1867)
  - Eupatorus siamensis hirokii (Yamaya, 2013)
- Eupatorus endoi (Nagai, 1999)
- Eupatorus sukkiti (Miyashita & Arnaud, 1996)
- Eupatorus beccarii (Gestro, 1876)
  - Eupatorus beccarii beccarii (Gestro, 1876)
  - Eupatorus beccarii koletta (Voirin, 1978)
  - Eupatorus beccarii ryusuii (Nagai, 2006)

Некоторыми авторами вид Eupatorius beccarii рассматривается в составе рода Beckius Dechambre, 1992.

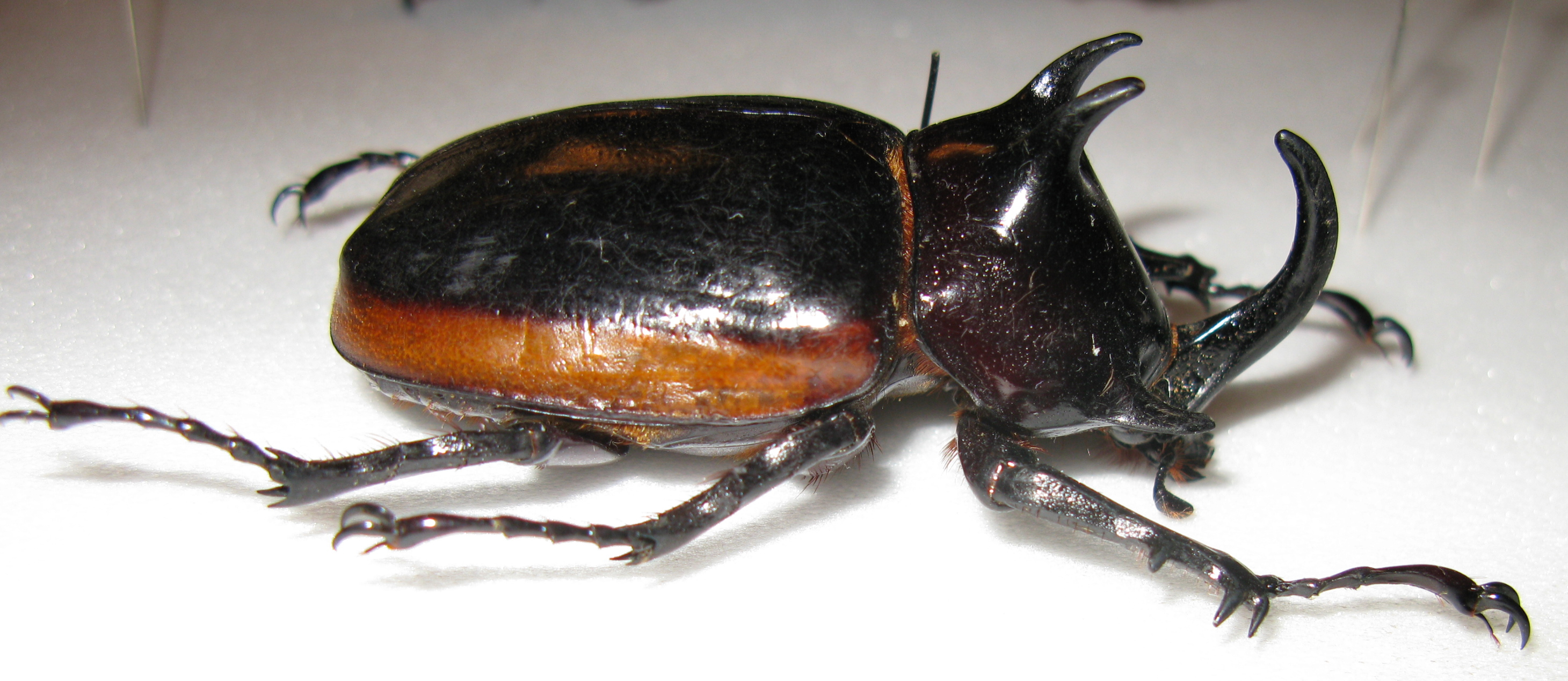
Самец Eupatorus hardwickei cantori. Вид сбоку
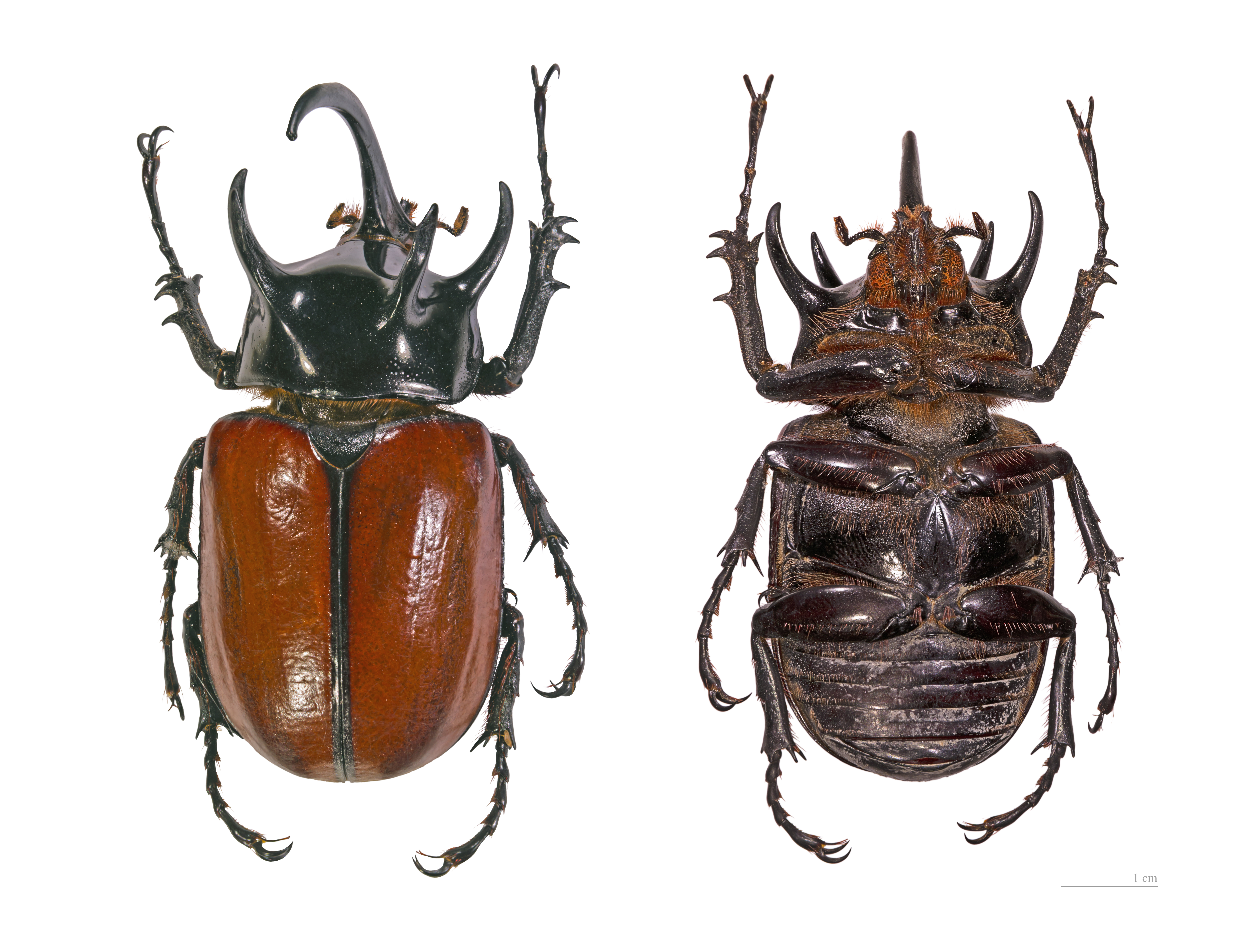
Самец Eupatorus gracillicornis
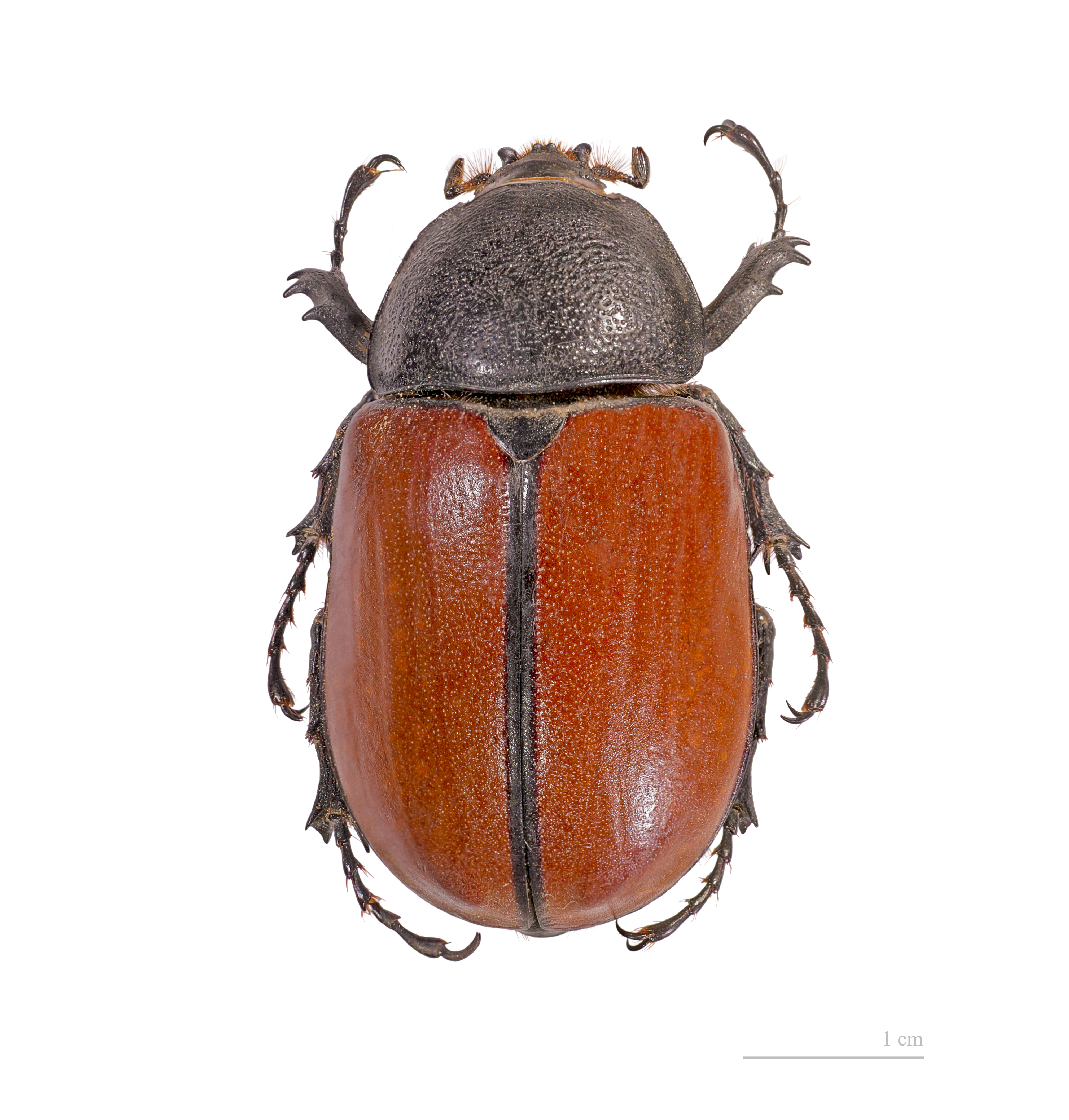
Самка Eupatorus gracillicornis
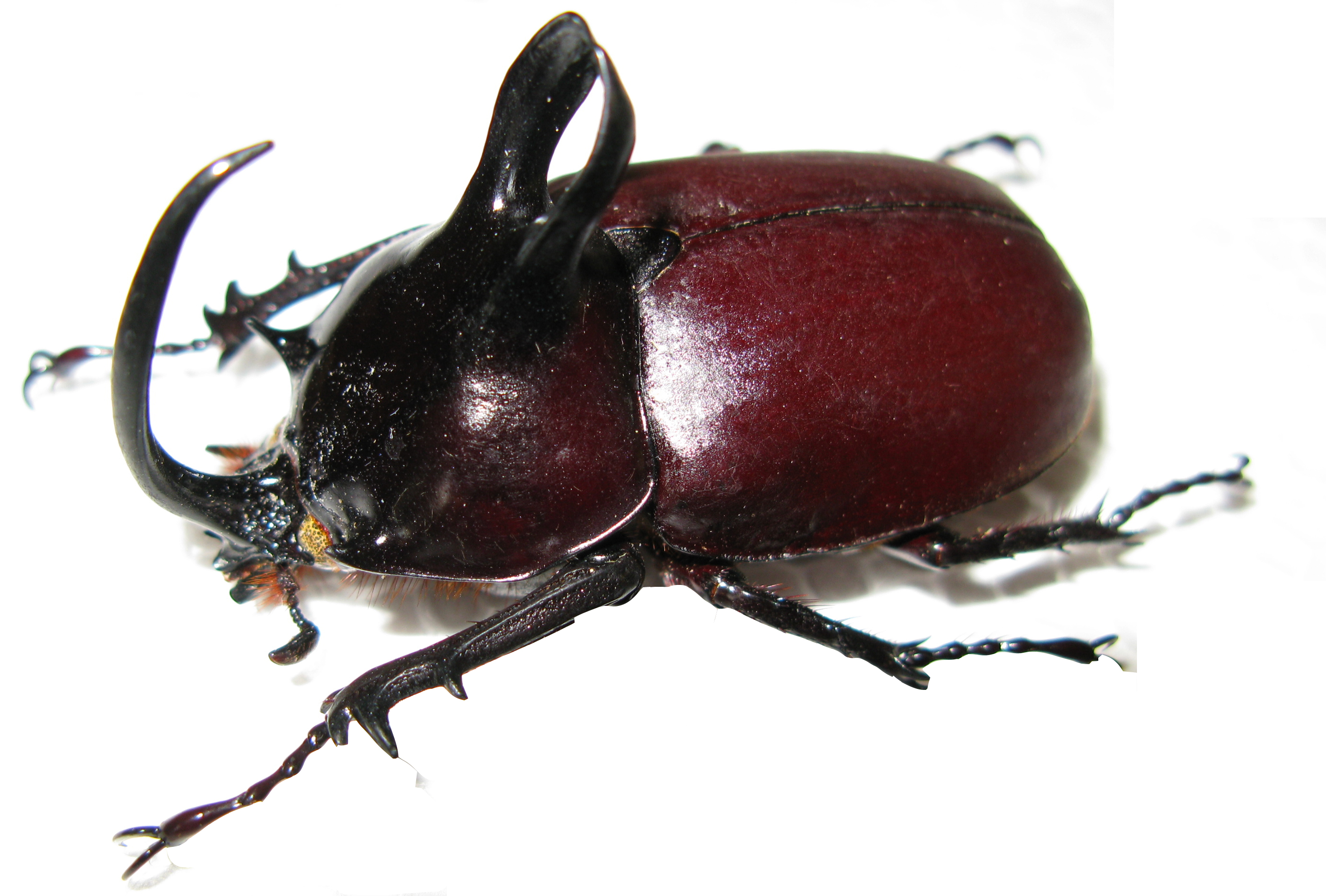
Самец Eupatorus birmanicus
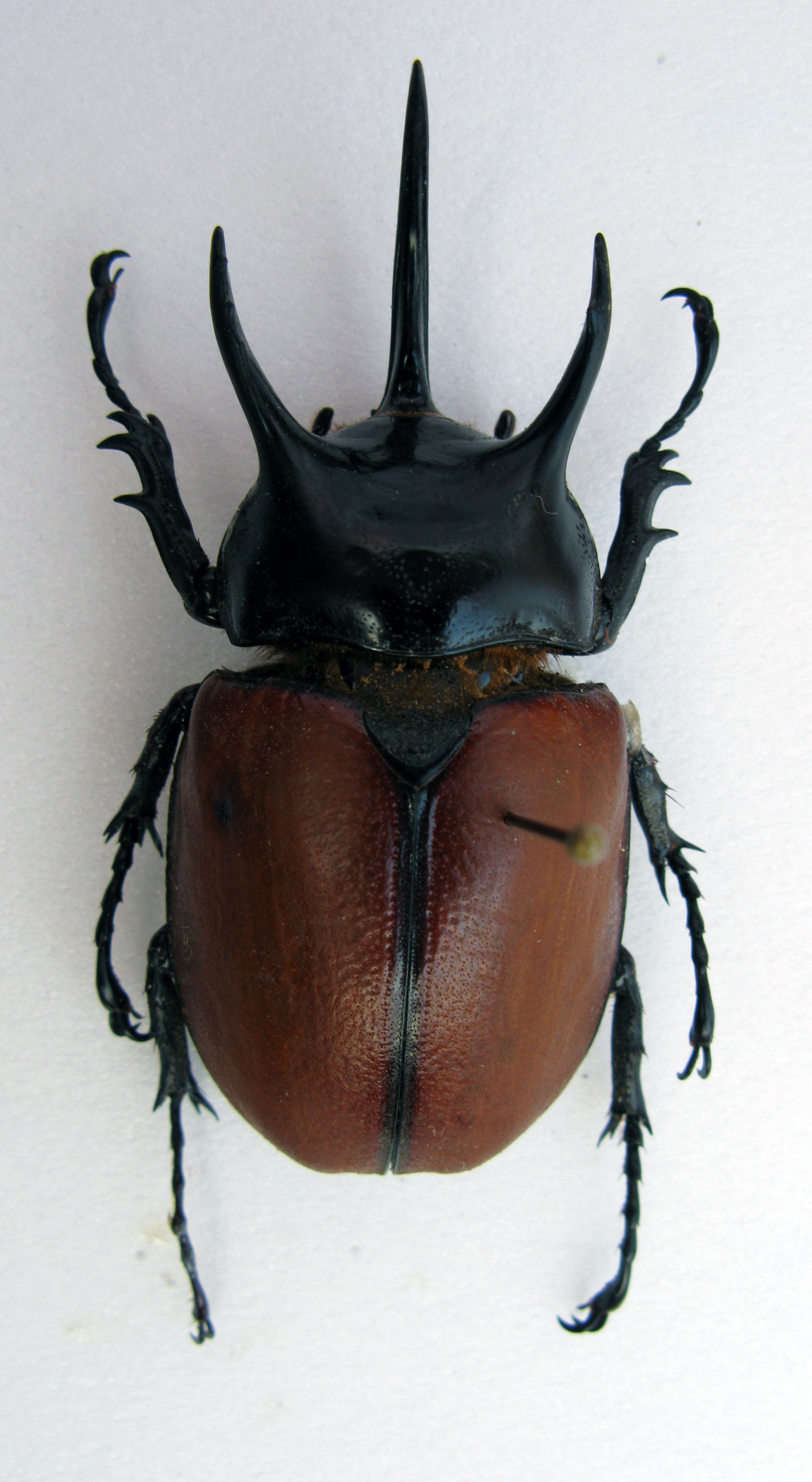
Самец Eupatorus beсcari
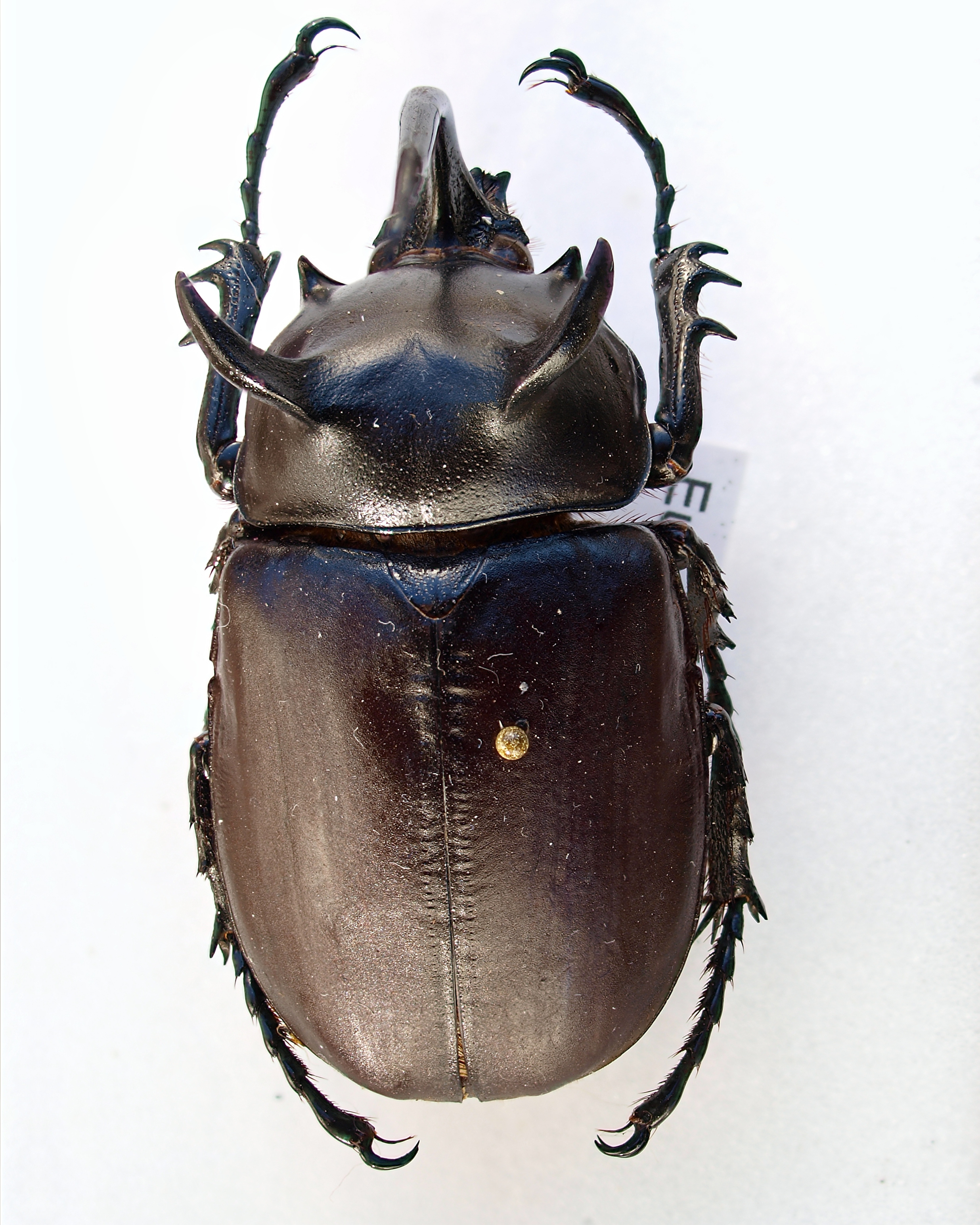
Самец Eupatorus siamensis